# Orocharis maya
Orocharis maya är en insektsart som beskrevs av Henri Saussure 1897. Orocharis maya ingår i släktet Orocharis och familjen syrsor. Inga underarter finns listade i Catalogue of Life.